# Girafe du Niger
Giraffa camelopardalis peralta
Sous-espèce
Répartition géographique
Statut de conservation UICN

 VU  : Vulnérable
La girafe du Niger (Giraffa camelopardalis peralta) est une sous-espèce de la girafe qui se reconnait par les taches claires de sa robe et qui se trouve dans les régions sahéliennes d'Afrique de l'Ouest, d'où son autre nom de girafe d'Afrique de l'Ouest.  Au XIXe siècle, on la trouvait du Sénégal au lac Tchad, mais en 2008 cette sous-espèce ne vit plus que dans quelques poches isolées abritant moins de 200 individus en tout. Le dernier troupeau autonome vit au sud-ouest du Niger, et tous les individus captifs qu'on croyait appartenir à cette sous-espèce sont en fait de la sous-espèce girafe du Kordofan (G. c. antiquorum).

## Déclin
Avant la Première Guerre mondiale, à l'époque de l’administration coloniale européenne de la région, la girafe du Niger vivait dans des poches à travers les régions du Sahel et les savanes d'Afrique de l'Ouest. La croissance démographique, impliquant une agriculture plus intensive et la chasse, une série de sécheresses dramatiques depuis la fin du XIXe siècle, et la destruction de l'environnement (tant naturel que d'origine humaine) ont contribué à son déclin dramatique. Pas plus tard que dans les années 1960, avant la sécheresse du Sahel, qui a duré jusqu'au début des années 1980, les populations identifiées comme G. c. peralta existaient au Sénégal, au Niger, dans l'est du Mali, le nord du Bénin, le nord du Nigeria, le Tchad et du sud-ouest au nord du Cameroun. Toutefois, de récentes recherches génétiques ont montré que les populations du nord du Cameroun et du Tchad sont en réalité la Girafe de Kordofan (G. c. Antiquorum). Par conséquent, les girafes qui restent dans le parc national de Waza (Cameroun) appartiennent à la sous-espèce girafe de Kordofan, tandis que la population de girafe du Niger ne se trouve plus qu'au Niger. Des troupeaux ont été signalés dans la région d'Agadez, et dans l'ouest et le sud du pays. Des troupeaux voyagent régulièrement dans la région de Gao au Mali aussi bien et dans toute la vallée du fleuve Niger au Niger. La sécheresse a frappé de nouveau dans les années 1980 et 1990, et en 1991 il y avait moins de 100 individus vivants, le plus grand troupeau vivant dans l'ouest de la région de Dosso comptant moins de 50 individus, et les individus isolés éparpillés le long de la vallée du fleuve Niger du Bénin au Mali, et allant parfois au Parc national du W et dans les réserves à proximité.

## Sous-espèces
D'anciennes études sur les sous-espèces de girafes ont amené certains chercheurs à remettre en cause le statut distinct de G. c. peralta et de la girafe du Kordofan (G. c. antiquorum). Les tests génétiques publiés en 2007, ont confirmé le caractère distinct de la girafe du Niger. Une de ces publications a révélé des résultats qui montreraient qu'il pourrait y avoir au moins six espèces cryptiques de girafe qui sont isolées de façon reproductive et ne se métissent pas, même si aucun obstacle naturel, comme des chaînes de montagnes ou des rivières infranchissables ne bloquer leur accès mutuel. En fait, l'étude a révélé que les deux populations de girafe qui vivent le plus près l'une de l'autre, la girafe réticulée (G. reticulata) au nord du Kenya, et la girafe Masaï (G. c. tippelskirchi) au sud du Kenya, sont séparées génétiquement depuis entre 0,13 et 1,62 million d'années, à en juger par la dérive génétique dans l'ADN nucléaire et mitochondrial. En 2016, des tests génétiques sur 190 exemplaires aboutissent à une reclassification des girafes en quatre espèces avec la girafe du Niger devenue une sous-espèce de la girafe du Nord, G. camelopardalis.
La plupart des girafes en captivité originaires de l'Afrique du nord-ouest se trouvent dans les parcs zoologiques français, en raison de l'histoire du colonialisme français dans ce qui était l'Afrique-Occidentale française. Ces girafes étaient autrefois considéréess comme G. c. peralta. Depuis que les analyses génétiques ont révélé que seules les girafes vivant à l'ouest du lac Tchad appartiennent à cette sous-espèce, les populations des zoos européens se révèlent en fait être des girafes de Kordofan.

## Conservation
Les efforts de conservation depuis les années 1990 ont conduit à une croissance importante de la population, bien que largement limitée au seul troupeau de Dosso. D'un minimum de 50 individus, il était revenu à quelque 175 individus sauvages en 2007, 311 girafes recensées en 2011 et 366 girafes identifiées fin 2012 (177 mâles et 189 femelles), et en 2014 l'augmentation se poursuit puisque ce sont 450 girafes qui ont été recensées. Des efforts intensifs ont été déployés au Niger, en particulier dans la zone située juste au nord de la Réserve partielle de Faune de Dosso. De là, ce troupeau fait des migrations saisonnières vers les hauts plateaux plus secs le long de la vallée du Dallol Bosso, aussi loin au nord que Kouré, à quelque 80 km au sud de Niamey. Cette zone, bien qu'ayant une faible réglementation formelle, est le centre des efforts nigériens et internationaux pour maintenir des relations harmonieuses entre les agriculteurs de la région et le troupeau de girafe, et fournir des opportunités pour le tourisme, organisé par l'Association pour la sauvegarde des girafes du Niger, ( ASGN ).

## Habitat
La vie de la population nigérienne de girafes repose sur une migration saisonnière entre les plaines relativement résistantes à la sécheresse de la vallée du fleuve Niger et les hautes terres sèches à proximité de Kouré. Là, la brousse tigrée permet à des groupes d'arbres de prospérer sous des climats qui pourraient autrement devenir plus désertiques. Ces girafes survivent principalement en se nourrissant de feuilles d’Acacia albida et d’Hyphaene thebaica ainsi que d’Annona senegalensis, Parinari macrophylla, Piliostigma reticulatum et Balanites aegyptiaca.  Vers la fin des années 1990, un projet anti-désertification pour la région autour de Niamey a encouragé le développement d'entreprises de bûcheronnage. Un effet inattendu a été la destruction de beaucoup de brousse tigrée et de l'habitat des girafes dans la région. Le gouvernement nigérien a depuis changé de politique et limité la coupe du bois dans la région.
Avec les attaques terroristes de plus en plus menaçantes à la fin des années 2010, la plupart des girafes sont transférées dans la région de Maradi au centre du Niger (environ 540 kilomètres à l'est de Niamey). 